# Марич, Мартин
Мартин Марич (хорв. Martin Marić; род. 19 апреля 1984, Белград) — хорватский легкоатлет, специалист по метанию диска. Выступал за сборную Хорватии по лёгкой атлетике в 2001—2014 годах, чемпион Средиземноморских игр, многократный победитель и призёр первенств национального значения, действующий рекордсмен страны, участник двух летних Олимпийских игр.

## Биография
Мартин Марич родился 19 апреля 1984 года в Белграде. Проживал в Сплите, Хорватия.
Впервые заявил о себе в лёгкой атлетике на международном уровне в сезоне 2001 года, когда вошёл в состав хорватской национальной сборной и выступил на юношеском мировом первенстве в Дебрецене, где в зачёте метания диска занял итоговое 13-е место.
В 2003 году в той же дисциплине выиграл серебряную медаль на юниорском европейском первенстве в Тампере, уступив только голландцу Эрику Каде.
В 2005 году стал девятым на Средиземноморских играх в Альмерии, выступил на молодёжном европейском первенстве в Эрфурте.
Занимался лёгкой атлетикой во время учёбы в США в Калифорнийском университете в Беркли, состоял в университетской легкоатлетической команде «Калифорния Голден Беарс», в составе которой неоднократной принимал участие в различных студенческих соревнованиях. Будучи студентом, в 2007 году представлял Хорватию на Универсиаде в Бангкоке.
Благодаря череде удачных выступлений удостоился права защищать честь страны на летних Олимпийских играх 2008 года в Пекине — в программе метания диска на предварительном квалификационном этапе показал результат 59,25 метра, чего оказалось недостаточно для выхода в финал.
В 2009 году был шестым Средиземноморских играх в Пескаре и седьмым на Универсиаде в Белграде. Также, находясь на последнем курсе университета, одержал победу в первом дивизионе чемпионата Национальной ассоциации студенческого спорта (NCAA). В университете получил степень бакалавра наук в области политической экономики индустриального общества.
В 2010 году с результатом 62,53	закрыл десятку сильнейших на чемпионате Европы в Барселоне.
В 2011 году выступил на чемпионате мира в Тэгу (60,61).
Выполнив олимпийский квалификационный норматив (65,00), благополучно прошёл отбор на Олимпийские игры в Лондоне — здесь метнул диск на 62,87 метра и вновь в финал не вышел.
В 2013 году победил на Средиземноморских играх в Мерсине, метал диск на чемпионате мира в Москве.
В мае 2014 года на соревнованиях в американской Чула-Висте Марич установил ныне действующий национальный рекорд в метании диска — 67,92 метра, а в июле провал допинг-тест — взятая у него проба показала наличие остарина. В итоге спортсмена на два года отстранили от участия в соревнованиях, и из-за этого он вынужден был пропустить Олимпиаду в Рио-де-Жанейро.
По окончании срока дисквалификации Мартин Марич возобновил спортивную карьеру и в 2017—2019 годах ещё выступал на некоторых небольших турнирах.
Работал помощником тренера в легкоатлетических командах Флоридского и Виргинского университетов.